# Oxytropis neglecta
Espèce
Oxytropis neglecta, l'Oxytropis des Pyrénées ou Oxytropis négligé, est une espèce de plantes à fleurs de la famille des Fabaceae. C'est une plante herbacée originaire d'Europe.
Synonyme :
- Oxytropis pyrenaica Godr. et G.

## Distribution
On trouve l'espèce dans les Pyrénées françaises et espagnoles, Alpes : Barcelonnette.